# الجند (ريمة)
الجند هي إحدى قرى مديرية الجعفرية بمحافظة ريمة اليمنية، بلغ تعداد سكانها 1970 نسمة حسب الإحصاء الذي جرى عام 2004.